# Coppa di Francia (pallavolo maschile)
La Coppa di Francia è una competizione pallavolistica per squadre di club francesi maschili, organizzata con cadenza annuale dalla FFVB.

## Edizioni
| Edizione         | Edizione          | Podio           | Podio         | Podio             |
| Anno             | Sede della finale | Campione        | Risultato     | Finalista         |
| ---------------- | ----------------- | --------------- | ------------- | ----------------- |
| 1983-84 Dettagli | Clermont-Ferrand  | Asnières        | -             | Cannes            |
| 1984-85 Dettagli | Grenoble          | Cannes          | -             | Grenoble          |
| 1985-86 Dettagli | Colmar            | Fréjus          | 3 - 2         | Asnières          |
| 1986-87 Dettagli | -                 | Fréjus          | -             | Grenoble          |
| 1987-88 Dettagli | Montpellier       | Arago de Sète   | 3 - 2         | Fréjus            |
| 1988-89 Dettagli | -                 | Fréjus          | -             | ASUL Lyon         |
| 1989-90 Dettagli | Oissel            | JSA Bordeaux    | 3 - 0         | RC de France      |
| 1990-91 Dettagli | Parigi            | Fréjus          | 3 - 1         | Cannes            |
| 1991-92 Dettagli | Parigi            | Fréjus          | 3 - 1         | Cannes            |
| 1992-93 Dettagli | Parigi            | Cannes          | 3 - 1         | Paris UC          |
| 1993-94 Dettagli | Parigi            | Asnières        | 3 - 2         | Paris UC          |
| 1994-95 Dettagli | Parigi            | Cannes          | 3 - 0         | Asnières          |
| 1995-96 Dettagli | Parigi            | Stade Poitevin  | 3 - 2         | Cannes            |
| 1996-97 Dettagli | Parigi            | Paris UC        | 3 - 1         | Avignon           |
| 1997-98 Dettagli | Parigi            | Cannes          | 3 - 0         | Tourcoing         |
| 1998-99 Dettagli | Parigi            | Paris           | 3 - 1         | Tourcoing         |
| 1999-00 Dettagli | Parigi            | Paris           | 3 - 0         | Tours             |
| 2000-01 Dettagli | Parigi            | Paris           | 3 - 0         | Tours             |
| 2001-02 Dettagli | Poitiers          | Stade Poitevin  | 3 - 2         | Tourcoing         |
| 2002-03 Dettagli | Parigi            | Tours           | 3 - 1         | Stade Poitevin    |
| 2003-04 Dettagli | Mont-de-Marsan    | Paris           | 3 - 1         | Arago de Sète     |
| 2004-05 Dettagli | Tourcoing         | Tours           | 3 - 0         | Tourcoing         |
| 2005-06 Dettagli | Vannes            | Tours           | 3 - 1         | Cannes            |
| 2006-07 Dettagli | Cannes            | Cannes          | 3 - 2         | Tourcoing         |
| 2007-08 Dettagli | Parigi            | Beauvais        | 3 - 2         | Montpellier       |
| 2008-09 Dettagli | Tours             | Tours           | 3 - 1         | Tourcoing         |
| 2009-10 Dettagli | Lione             | Tours           | 3 - 0         | Montpellier       |
| 2010-11 Dettagli | Parigi            | Tours           | 3 - 0         | Beauvais          |
| 2011-12 Dettagli | Parigi            | Rennes          | 3 - 0         | Beauvais          |
| 2012-13 Dettagli | Parigi            | Tours           | 3 - 1         | Spacer's Toulouse |
| 2013-14 Dettagli | Parigi            | Tours           | 3 - 1         | Paris             |
| 2014-15 Dettagli | Parigi            | Tours           | 3 - 1         | Beauvais          |
| 2015-16 Dettagli | Parigi            | Gazélec Ajaccio | 3 - 2         | Rennes            |
| 2016-17 Dettagli | Clermont-Ferrand  | Gazélec Ajaccio | 3 - 0         | Nantes            |
| 2017-18 Dettagli | Parigi            | Tourcoing       | 3 - 2         | Chaumont          |
| 2018-19 Dettagli | Tours             | Tours           | 3 - 0         | Chaumont          |
| 2019-20 Dettagli | Tolosa            | Stade Poitevin  | 3 - 0         | Tours             |
| 2020-21          | -                 | Non disputata   | Non disputata | Non disputata     |
| 2021-22 Dettagli | Parigi            | Chaumont        | 3 - 2         | Tours             |
| 2022-23 Dettagli | Parigi            | Tours           | 3 - 0         | Nice              |
| 2023-24 Dettagli | Parigi            | Nantes          | 3 - 0         | Montpellier       |
| 2024-25 Dettagli | Chartres          | Tourcoing       | 3 - 2         | Montpellier       |

## Palmarès
| Squadra         | Titolo | Edizione                                                                                          |
| --------------- | ------ | ------------------------------------------------------------------------------------------------- |
| Tours           | 11     | 2002-03, 2004-05, 2005-06, 2008-09, 2009-10, 2010-11, 2012-13, 2013-14, 2014-15, 2018-19, 2022-23 |
| Cannes          | 5      | 1984-85, 1992-93, 1994-95, 1997-98, 2006-07                                                       |
| Fréjus          | 5      | 1985-86, 1986-87, 1988-89, 1990-91, 1991-92                                                       |
| Paris           | 4      | 1998-99, 1999-00, 2000-01, 2003-04                                                                |
| Stade Poitevin  | 3      | 1995-96, 2001-02, 2019-20                                                                         |
| Asnières        | 2      | 1983-84, 1993-94                                                                                  |
| Gazélec Ajaccio | 2      | 2015-16, 2016-17                                                                                  |
| Tourcoing       | 2      | 2017-18, 2024-25                                                                                  |
| Arago de Sète   | 1      | 1987-88                                                                                           |
| JSA Bordeaux    | 1      | 1989-90                                                                                           |
| Paris UC        | 1      | 1996-97                                                                                           |
| Beauvais        | 1      | 2007-08                                                                                           |
| Rennes          | 1      | 2011-12                                                                                           |
| Chaumont        | 1      | 2021-22                                                                                           |
| Nantes          | 1      | 2023-24                                                                                           |